# Humbang Hasundutan (huyện)
Humbang Hasundutan (huyện) là một huyện (kabupaten) thuộc tỉnh Bắc Sumatra, Indonesia, ở bờ tây nam hồ Toba. Huyện lỵ đóng ở Dolok Sanggul. Huyện có diện tích 2335 km2, sân số theo điều tra năm 2000 là 152.017 người. Phía bắc là huyện Samoir và huyện Pakpak Bharat, phía đông là huyện Bắc Tapanuli, phía nam là huyện Trung Tapanuli và Ấn Độ Dương.

## Các đơn vị hành chính
Huyện gồm có 10 phó huyện hành chính (kecamatan) sau:
Baktiraja •
Dolok Sanggul •
Lintong Nihuta •
Onan Ganjang •
Pakkat •
Paranginan •
Parlilitan •
Pollung •
Sijama Polang •
Tarabintang